# 和阳门
和阳门位于中国山西省大同市平城区，是大同城墙四座城门中的东门。城内正对和阳门为和阳街。和阳门内有法华寺。

## 历史
和阳门建于明洪武五年(1372年)。1946年8-9月的大同攻防战期间遭损坏。1952年以后，以妨碍交通的理由拆除东城门瓮城，成为豁口。
2008年，大同市实施历史文化复兴与古城保护工程，对大同城墙进行修复，恢复明代规制。

## 建筑
现在的和阳门（含瓮城）为原址重建，水泥框架结构、外包青砖，内部利用为和阳美术馆。和阳门城楼高三层，重檐歇山顶，凸字形平面，面阔五间(30米),进深三间（17米）。
和阳门外的下沉广场，建有著名的梁思成纪念馆。